# Бронція Коллер-Пінель
Бронція Коллер-Пінель (нім. Broncia Koller-Pinell, 25 лютого 1863 — 24 квітня 1934) — австрійська художниця-експресіоністка, яка спеціалізувалася у написанні портретів та натюрмортів.

## Життєпис
Бронція Коллер-Пінель народилася як Броніслава Пінелес у єврейській родині у місті Сянік. Її батько Сауль Пінелес був родом з Тисмениці та працював розробником фортифікаційних споруд.
1870 року родина Пінелесів переїхала до Відня і почала виробничий бізнес. Бувши у Відні, вони змінили своє прізвище на Пінель. Сама ж Бронція відвідувала приватні уроки з мистецтва в Алоіза Делуга. 1885 року Бронція організувала свою першу виставку. Наступні п'ять років вона провчилась у Мюнхені у Жіночій академії Мюнхенської художньої асоціації, на студіях Людвіга фон Гертеріха. Після цього вона виставляла свої роботи на виставки у Відні, Мюнхені та Ляйпцігу.
1896 року вона змушена була одружитись з електрофізиком Гуґо Коллером, що було всупереч бажанням її та її сім'ї. Коллер був католиком, тому їхні діти були виховані як католики, проте сама Бронція залишилась вірна своїй релігії. Спочатку, подружжя жило у Зальцбурзі та Нюрнберзі, але у 1902 році повернулися до Відня. Через короткий час Бронцію було прийнято до Віденської сецесії. 1904 року вона успадкувала будинок в Обервальтерсдорфі, куди згодом переїхала з родиною. Будинок стилізували Йозеф Гофман та Коломан Мозер, колеги з сецесії. Згодом вона відкрила салон, який часто відвідували Еґон Шіле, Антон Файстауер, Альберт Ґютерслог та інші.
Її син Руперт став диригентом та був певний час одружений з Анною Малер. Дочка Сільвія також стала художницею.

## Вибрані картини

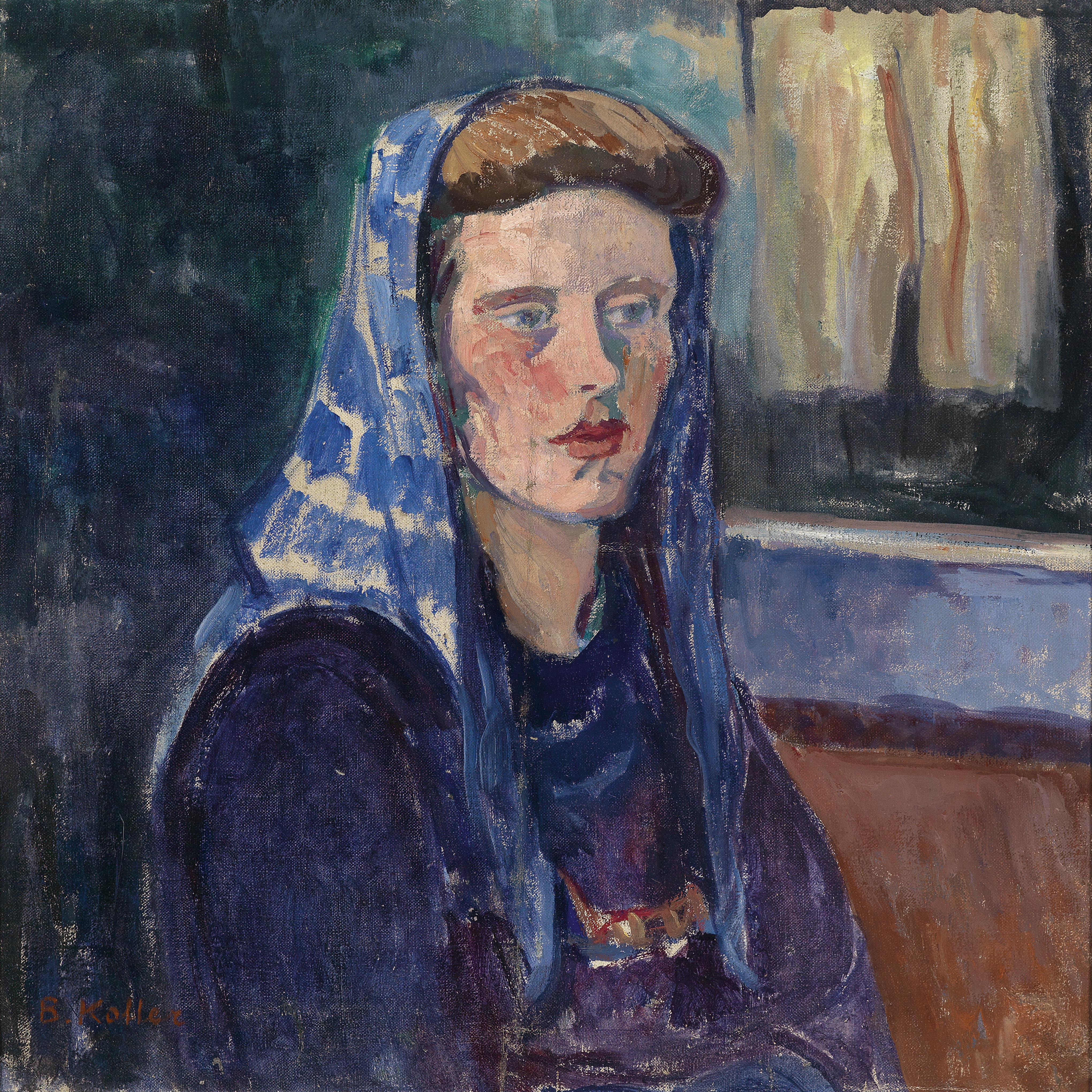
Жінка з блакитною хусткою
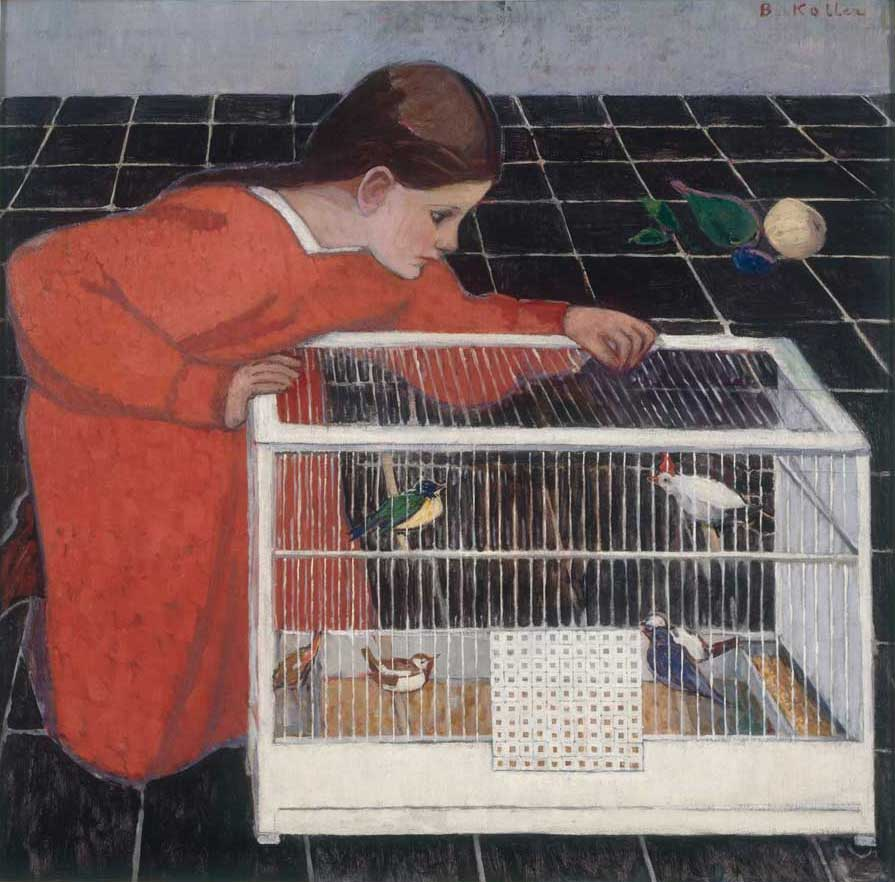
Сільвія Коллер з пташиною кліткою (1905)
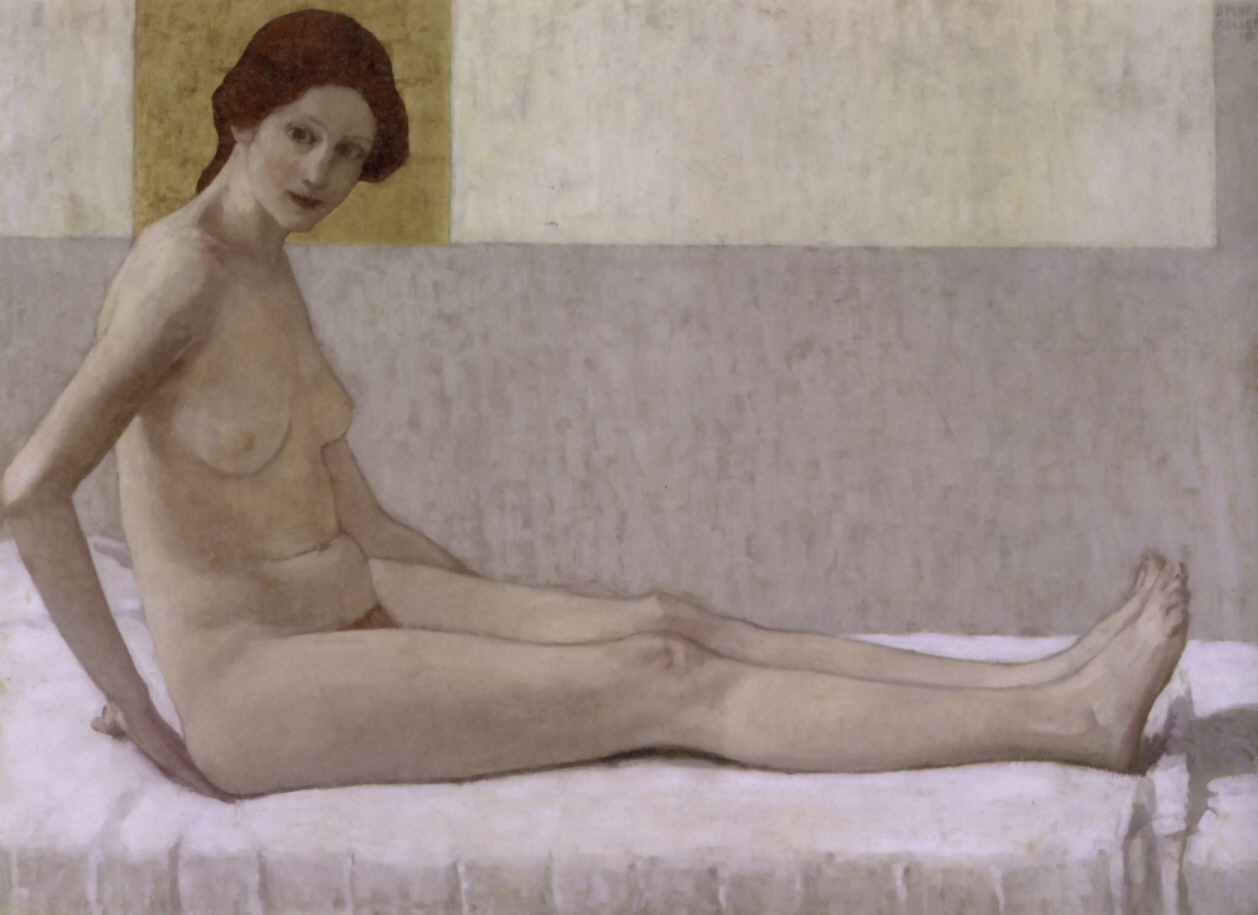
Сидіння (1907)
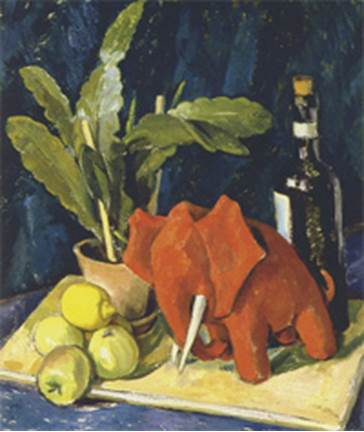
Натюрморт з червоним слоном (1920)
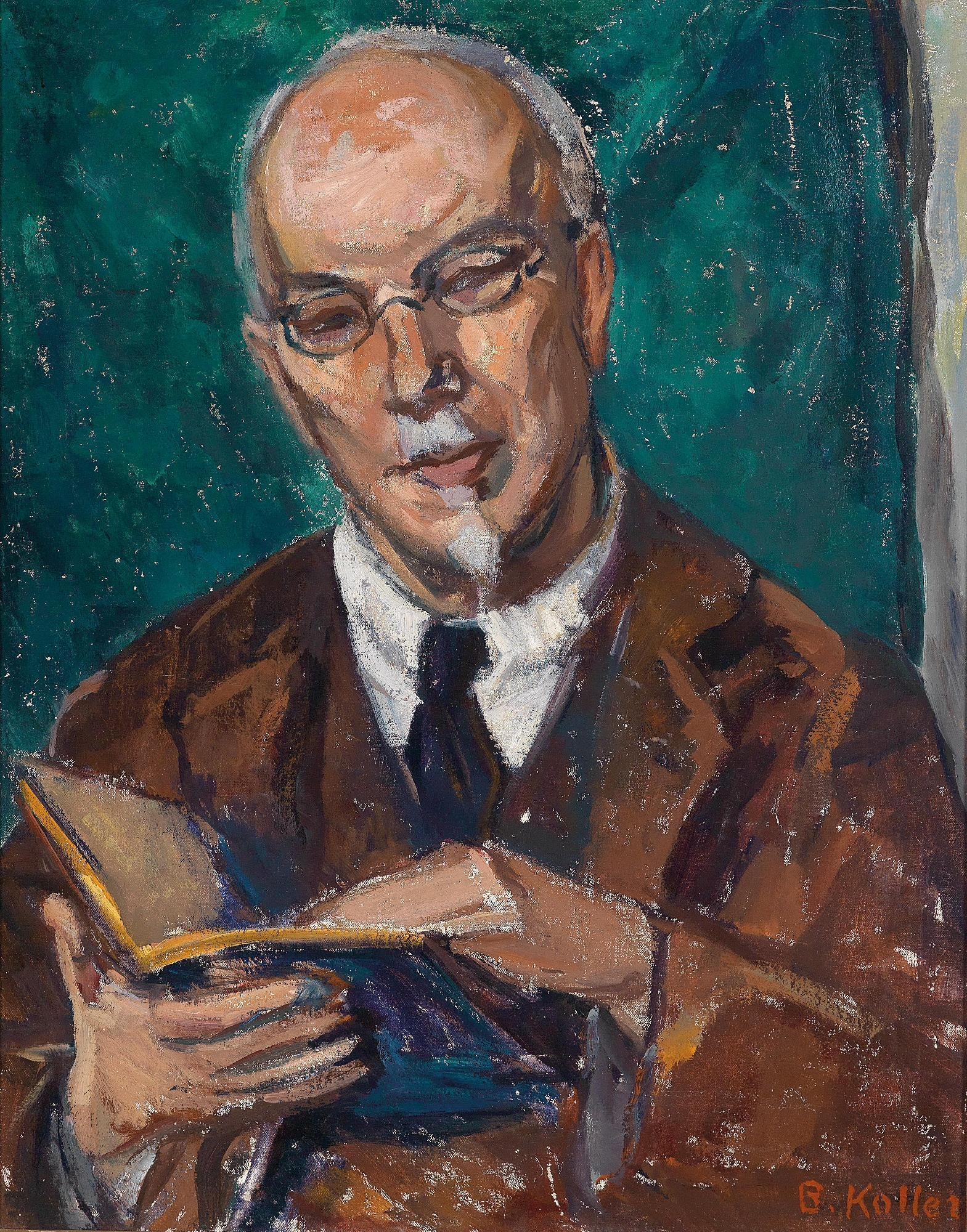
Портрет Фрідріха Екштайна (1920-і)
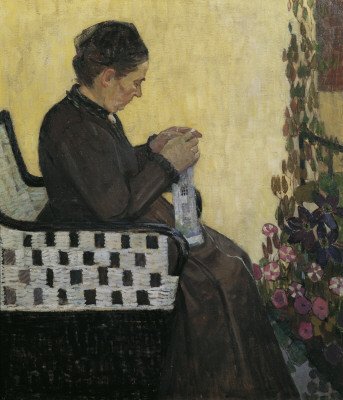
Мати художника, Клара (Чая) Пінелес, уроджена Герцог.
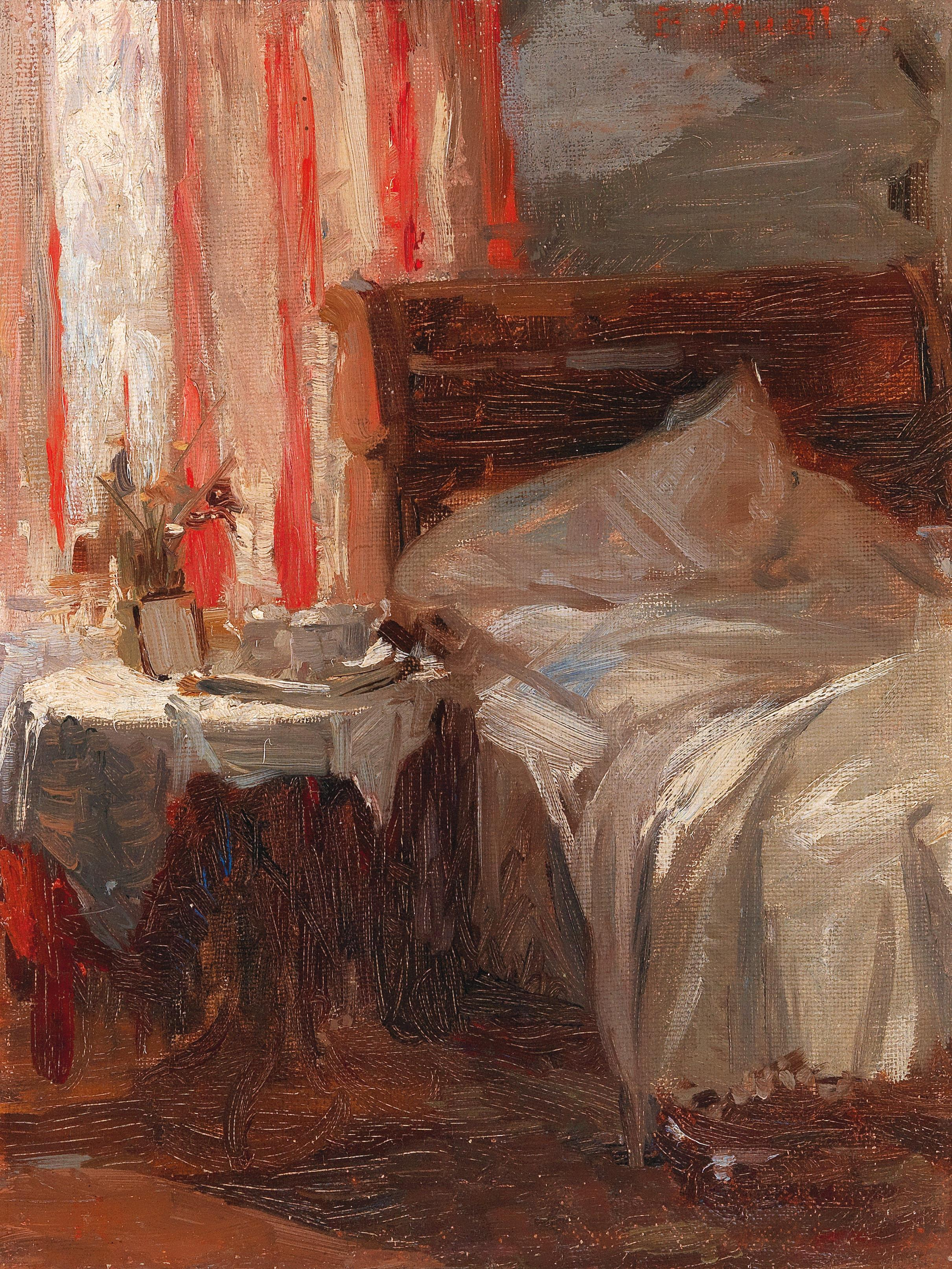
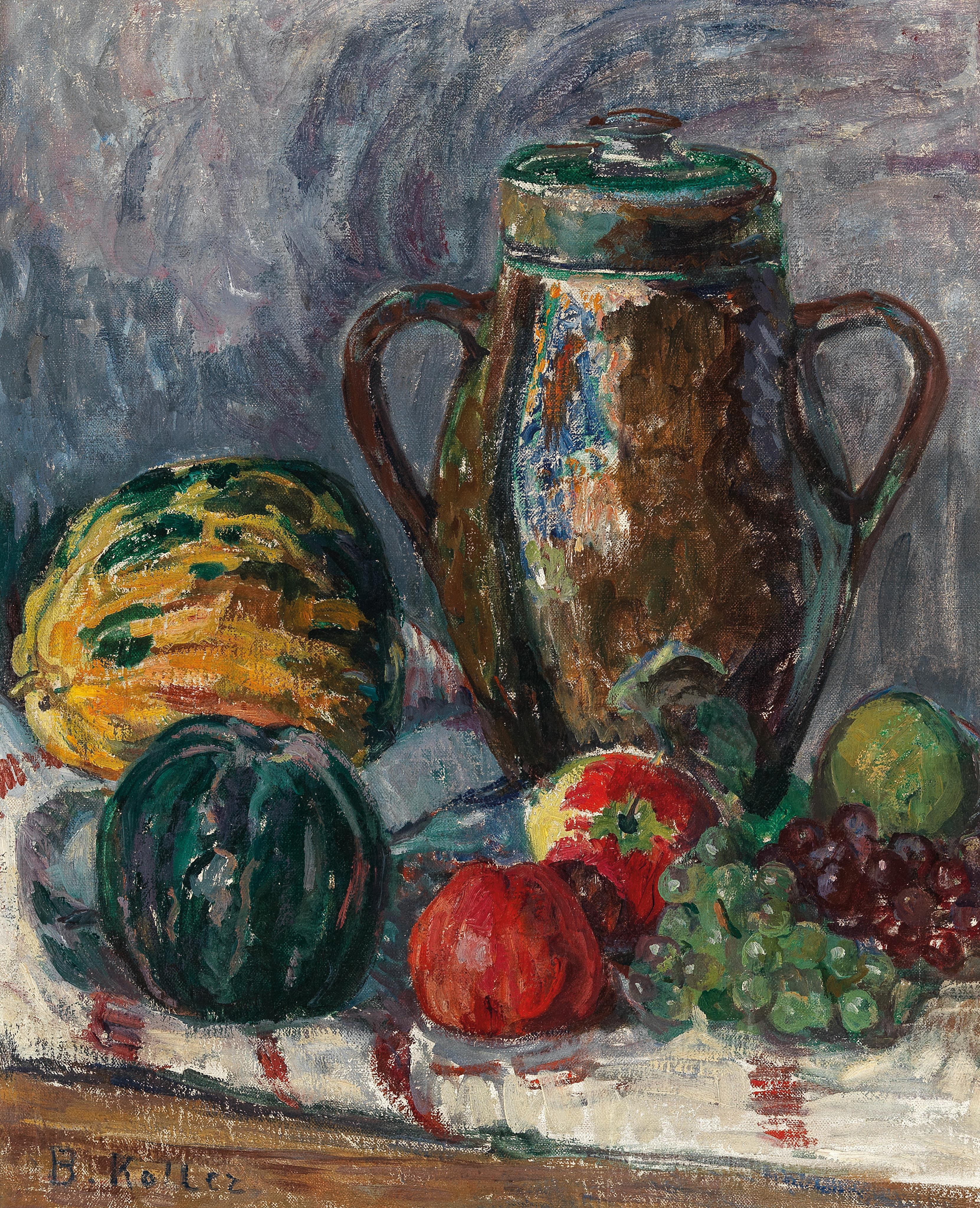
Натюрморт з фруктами і глиняним горщиком
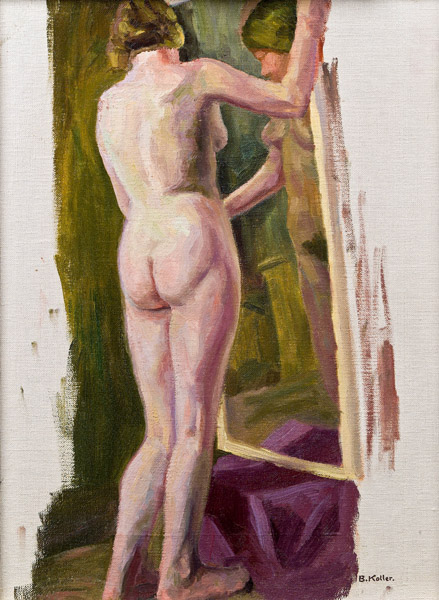
Стоїть оголеною біля дзеркала
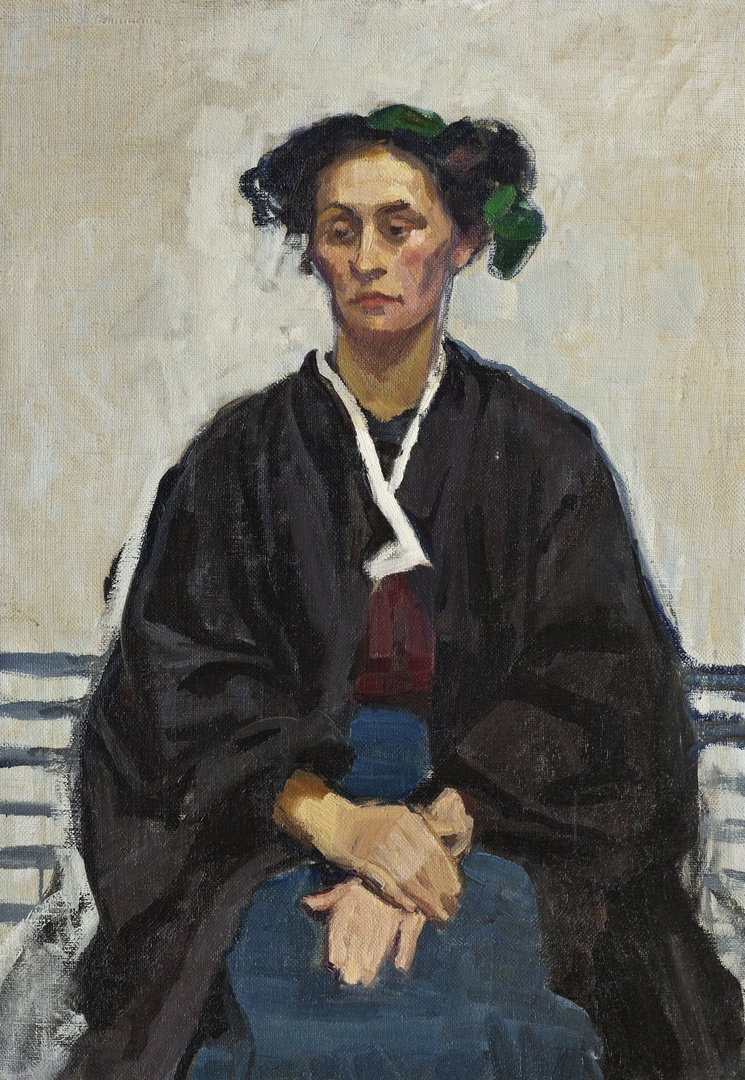
Автопортрет (до 1930)
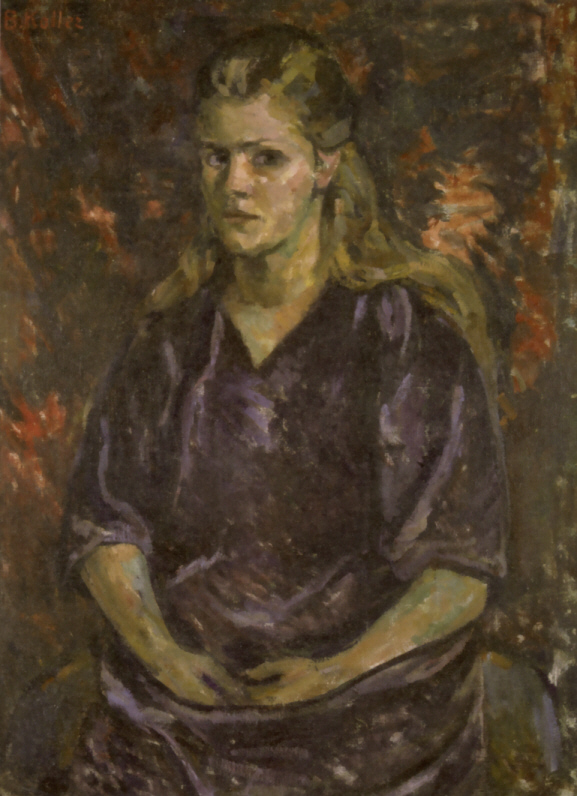
Портрет Анни Малер (бл. 1921)
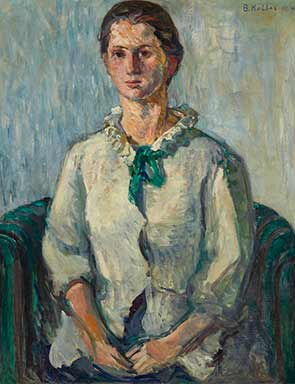
Портрет Сільвії Коллер (1914)